# Lion (film, 2016)
Pour les articles homonymes, voir Lion (homonymie).
Pour plus de détails, voir Fiche technique et Distribution.
Lion est un film américano-britannico-australien réalisé par Garth Davis, sorti en 2016.
Il s'agit de l'adaptation cinématographique du roman A Long Way Home (Je voulais retrouver ma mère) de Saroo Brierley.

## Synopsis
En 1986, Saroo vit avec son frère Guddu, sa mère et sa petite sœur à Khandwa, en Inde. Guddu et Saroo volent du charbon dans des trains de marchandises pour l'échanger contre du lait et de la nourriture. Une nuit, Saroo harcèle son frère qui va travailler la nuit pour qu'il le laisse venir avec lui. Guddu refuse au début, mais finit par céder, et ils arrivent à une gare voisine où Saroo est trop fatigué pour rester éveillé. Guddu place Saroo sur un banc et lui dit d'attendre son retour. Saroo s'endort rapidement et quand il se réveille, Guddu n'est pas là. Saroo part à la recherche de Guddu dans la gare et monte dans un train vide. Là, il s'endort à nouveau dans l'un des compartiments, pour se réveiller quelque temps plus tard et trouver le train en mouvement et les portes verrouillées. Après plusieurs jours, le train arrive dans la lointaine Calcutta où Saroo ne comprend pas la langue bengali locale. Il se tient à un guichet et essaie d'obtenir un billet pour rentrer chez lui, mais le préposé ne reconnaît pas le nom de son village, qui, selon Saroo, est « Ganestalay ». Il passe la nuit dans la gare avec des gens de la rue, mais est ensuite réveillé et forcé de courir lorsqu'un groupe de malfrats tente de les kidnapper.
Saroo continue d'errer dans la ville avant de tomber sur Noor, une très gentille dame qui le ramène dans son appartement. Elle dit à Saroo qu'un type nommé Rama l'aidera à retrouver le chemin du retour. Saroo s'enfuit, sentant que Noor et Rama ont des intentions sinistres, et échappe à Noor quand elle le poursuit. Après deux mois de vie près du pont Howrah, Saroo est emmené à la police par un homme. Incapables de retrouver sa famille, les policiers le font placer dans un orphelinat. Trois mois plus tard, Saroo est présenté à Mme Sood, qui lui dit qu'elle a publié une annonce à son sujet dans plusieurs journaux locaux, mais personne n'y a répondu. Elle lui dit alors qu'un couple australien serait intéressé de l'adopter. Elle commence à enseigner l'anglais de base à Saroo et il déménage à Hobart, en Tasmanie en 1987, sous la garde de Sue et John Brierley, où il commence lentement à s'installer dans son nouveau style de vie adoptive. Un an plus tard, ils adoptent un autre garçon, Mantosh, qui a du mal à s'adapter à sa nouvelle maison et souffre de rage et d'automutilation.
Vingt ans plus tard, Saroo déménage à Melbourne pour étudier la gestion hôtelière. Il entame une relation avec Lucy, une étudiante américaine. Lors d'un repas avec des amis indiens chez eux, il tombe sur le jalebi, un mets dont il se souvient. Saroo révèle qu'il n'est pas de Calcutta, qu'il est perdu depuis plus de vingt ans, et ses amis lui suggèrent d'utiliser Google Earth pour rechercher sa ville natale en Inde. Saroo commence sa recherche mais, au fil du temps, se déconnecte de Lucy et de sa famille, submergé par la pensée des émotions que sa famille avait dû traverser lors de sa disparition.
Saroo rend visite à sa mère adoptive, Sue, dont la santé se détériore, et apprend qu'elle n'est pas stérile, mais qu'elle a choisi d'aider les gens dans le besoin par l'adoption, estimant qu'il y avait déjà trop de monde sur Terre. Après s'être réconcilié avec Lucy, Saroo passe un long moment à chercher en vain sa ville natale. Un soir, alors qu'il scanne Google Earth, il remarque les formations rocheuses où travaillait sa mère, puis trouve la zone où il habitait : le quartier Ganesh Talai, du district de Khandwa. Il peut enfin parler à sa mère adoptive de sa recherche et elle soutient pleinement ses efforts.
Saroo retourne dans sa ville natale et, avec l'aide d'un anglophone local, a des retrouvailles émouvantes avec sa mère et sa sœur biologiques. Il apprend également le sort de son frère Guddu, qui a été heurté par un train la nuit de sa disparition.
La mère de Saroo n'a jamais perdu espoir ni quitté le village, car elle croyait qu'un jour son fils disparu rentrerait à la maison. Le film se termine par des légendes sur le retour du vrai Saroo en Inde en février 2012. Des photos de la vraie famille australienne sont montrées, ainsi que des images de Saroo présentant en Inde Sue à sa mère biologique, qui apprécie profondément les soins de Sue pour son fils. Saroo a appris plus tard que, pendant toutes ces années, il avait mal prononcé son propre nom, qui était en fait Sheru, signifiant « lion ».

## Fiche technique
Sauf indication contraire, les informations mentionnées dans cette section peuvent être confirmées par la base de données cinématographiques IMDb,  présente dans la section « Liens externes ».
- Titre original : Lion
- Réalisation : Garth Davis
- Scénario : Luke Davies, d'après l'œuvre de Saroo Brierley
- Photographie : Greig Fraser
- Montage : Alexandre de Franceschi
- Musique : Hauschka et Dustin O'Halloran
- Direction artistique : Janie Parker, Ravi Srivastava
- Décors : Nicki Gardiner, Seema Kashyap
- Costumes : Cappi Ireland
- Producteurs : Iain Canning, Angie Fielder, Emile Sherman
- Sociétés de production : The Weinstein Company, Screen Australia, See-Saw Films, Aquarius Films, Sunstar Entertainment
- Sociétés de distribution : Entertainment Film Distributors, KVH Media Group , Lionsgate Home Entertainment, M6 Vidéo, SND, Transmission Films
- Sociétés d'effets spéciaux : Iloura
- Budget de production : 12 000 000 $
- Pays de production :  États-Unis,  Royaume-Uni,  Australie
- Langues originales : anglais, hindi, bengali
- Format : couleurs - 2,35:1 - Dolby Atmos - 35 mm
- Genre : drame biographique
- Durée : 118 minutes (1 h 58)
- Dates de sortie :
  - États-Unis : 25 novembre 2016
  - France : 22 février 2017

## Distribution
| |  |  |
| Les actrices principales Nicole Kidman et Rooney Mara à la première du film au Festival international du film de Toronto 2016. |  |  |

- Sunny Pawar (VF : Timothée Bardeau) : Saroo enfant
- Abhishek Bharate (VF : Julien Crampon) : Guddu, le frère biologique de Saroo
- Dev Patel (VF : Juan Llorca ; VQ : Jean-Philippe Baril Guérard) : Saroo Brierley
- Rooney Mara (VF : Julie Cavanna ; VQ : Pascale Montreuil) : Lucy, la petite amie de Saroo en Australie
- David Wenham (VF : Lionel Tua ; VQ : Gilbert Lachance) : John Brierley, le père adoptif de Saroo
- Nicole Kidman (VF : Danièle Douet ; VQ : Anne Bédard) : Sue Brierley, la mère adoptive de Saroo
- Priyanka Bose : Kamla, la mère naturelle de Saroo
- Khushi Solanki : Shekila jeune, la sœur naturelle de Saroo
- Shankar Nisode : Shankar
- Tannishtha Chatterjee (VF : Astrid Baylha) : Noor
- Nawazuddin Siddiqui : Rama
- Riddhi Sen : l'homme dans le café
- Koushik Sen : le policier
- Rita Roy : Amita
- Deepti Naval (VF : Marie-Laure Dougnac) : madame Sood
- Menik Gooneratne : Swarmina
- Keshav Jadhav : Mantosh Brierley enfant
- Benjamin Rigby : serveur
- Divian Ladwa (VF : Nessym Guetat) : Mantosh Brierley, le frère adoptif de Saroo
- Todd Sampson : Provost
- Daniela Farinacci (VF : Juliette Degenne) : professeur
- Pallavi Sharda : Prama
- Sachin Joab (VF : Sébastien Desjours) : Bharat
- Arka Das : Sami
- Emilie Cocquerel (VF : Elle-même) : Annika
- Rohini Kargaiya : Shekila adulte, la sœur naturelle de Saroo

 Source et légende : version française (VF) sur RS Doublage ; carton du doublage français ; version québécoise (VQ) sur Doublage.qc.ca

## Accueil

### Accueil critique
Sur l'agrégateur américain Rotten Tomatoes, le film récolte 84 % d'opinions favorables pour 263 critiques. Sur Metacritic, il obtient une note moyenne de 69⁄100 pour 45 critiques.
En France, le site Allociné propose une note moyenne de 3,1⁄5 à partir de l'interprétation de critiques provenant de 31 titres de presse.

## Distinctions
| Date             | Distinction                                     | Catégorie                                      | Nom                                        | Résultat   |
| ---------------- | ----------------------------------------------- | ---------------------------------------------- | ------------------------------------------ | ---------- |
| 20 octobre 2016  | Festival du film d'Austin                       | Prix de l'audience                             | Lion                                       | Lauréat    |
| 27 octobre 2016  | Festival international du film de Chicago       | Prix de l'audience                             | Lion                                       | Lauréat    |
| 6 novembre 2016  | Festival du film de Virginie                    | Prix de l'audience pour la meilleure narration | Lion                                       | Lauréat    |
| 19 novembre 2016 | Camerimage                                      | Grenouille d'or pour la meilleure photographie | Greig Fraser                               | Lauréat    |
| 5 décembre 2016  | WAFCA Awards                                    | Meilleur jeune espoir                          | Sunny Pawar                                | Nomination |
| 5 décembre 2016  | WAFCA Awards                                    | Meilleur scénario adapté                       | Luke Davies                                | Nomination |
| 11 décembre 2016 | Broadcast Film Critics Association              | Meilleur film                                  | Lion                                       | Nomination |
| 11 décembre 2016 | Broadcast Film Critics Association              | Meilleur acteur dans un second rôle            | Dev Patel                                  | Nomination |
| 11 décembre 2016 | Broadcast Film Critics Association              | Meilleure actrice dans un second rôle          | Nicole Kidman                              | Nomination |
| 11 décembre 2016 | Broadcast Film Critics Association              | Meilleur espoir                                | Sunny Pawar                                | Nomination |
| 11 décembre 2016 | Broadcast Film Critics Association              | Meilleur scénario adapté                       | Luke Davies                                | Nomination |
| 11 décembre 2016 | Broadcast Film Critics Association              | Meilleure musique de film                      | Hauschka, Dustin O'Halloran                | Nomination |
| 29 janvier 2017  | Screen Actors Guild Awards                      | Meilleure actrice dans un second rôle          | Nicole Kidman                              | Nomination |
| 29 janvier 2017  | Screen Actors Guild Awards                      | Meilleur acteur dans un second rôle            | Dev Patel                                  | Nomination |
| 3 février 2017   | Festival international du film de Santa Barbara | Prix Virtuoso                                  | Dev Patel                                  | Lauréat    |
| 4 février 2017   | American Society of Cinematographers            | Meilleure photographie pour un film            | Greig Fraser                               | Lauréat    |
| 8 janvier 2017   | AACTA Awards                                    | Meilleur acteur dans un second rôle            | Dev Patel                                  | Lauréat    |
| 8 janvier 2017   | AACTA Awards                                    | Meilleure actrice dans un second rôle          | Nicole Kidman                              | Lauréat    |
| 8 janvier 2017   | AACTA Awards                                    | Meilleur film                                  | Lion                                       | Nomination |
| 8 janvier 2017   | AACTA Awards                                    | Meilleur réalisateur                           | Garth Davis                                | Nomination |
| 8 janvier 2017   | AACTA Awards                                    | Meilleur scénario                              | Luke Davies                                | Nomination |
| 8 janvier 2017   | Golden Globes                                   | Meilleur film dramatique                       | Lion                                       | Nomination |
| 8 janvier 2017   | Golden Globes                                   | Meilleur acteur dans un second rôle            | Dev Patel                                  | Nomination |
| 8 janvier 2017   | Golden Globes                                   | Meilleure actrice dans un second rôle          | Nicole Kidman                              | Nomination |
| 8 janvier 2017   | Golden Globes                                   | Meilleure musique de film                      | Hauschka, Dustin O'Halloran                | Nomination |
| 12 février 2017  | BAFTA Awards                                    | Meilleur acteur dans un second rôle            | Dev Patel                                  | Lauréat    |
| 12 février 2017  | BAFTA Awards                                    | Meilleur scénario adapté                       | Luke Davies                                | Lauréat    |
| 12 février 2017  | BAFTA Awards                                    | Meilleure actrice dans un second rôle          | Nicole Kidman                              | Nomination |
| 12 février 2017  | BAFTA Awards                                    | Meilleure photographie                         | Greig Fraser                               | Nomination |
| 12 février 2017  | BAFTA Awards                                    | Meilleure musique de film                      | Hauschka, Dustin O'Halloran                | Nomination |
| 19 février 2017  | Satellite Awards                                | Meilleur film                                  | Lion                                       | Nomination |
| 19 février 2017  | Satellite Awards                                | Meilleur acteur dans un second rôle            | Dev Patel                                  | Nomination |
| 19 février 2017  | Satellite Awards                                | Meilleure actrice dans un second rôle          | Nicole Kidman                              | Nomination |
| 19 février 2017  | Satellite Awards                                | Meilleur scénario adapté                       | Luke Davies                                | Nomination |
| 19 février 2017  | Satellite Awards                                | Meilleur montage                               | Alexandre de Franceschi                    | Nomination |
| 26 février 2017  | Oscars du cinéma                                | Meilleur film                                  | Iain Canning, Angie Fielder, Emile Sherman | Nomination |
| 26 février 2017  | Oscars du cinéma                                | Meilleur acteur dans un second rôle            | Dev Patel                                  | Nomination |
| 26 février 2017  | Oscars du cinéma                                | Meilleure actrice dans un second rôle          | Nicole Kidman                              | Nomination |
| 26 février 2017  | Oscars du cinéma                                | Meilleur scénario adapté                       | Luke Davies                                | Nomination |
| 26 février 2017  | Oscars du cinéma                                | Meilleure photographie                         | Greig Fraser                               | Nomination |
| 26 février 2017  | Oscars du cinéma                                | Meilleure musique de film                      | Hauschka, Dustin O'Halloran                | Nomination |
| 17 mars 2017     | Young Artist Awards                             | Meilleur acteur dans un film - Jeune acteur    | Sunny Pawar                                | Nomination |
| 28 juin 2017     | Saturn Awards                                   | Meilleur film indépendant                      | Lion                                       | Nomination |